# Viðey
Viðey ist die größte der Inseln im Kollafjörður vor der isländischen Hauptstadt Reykjavík. Sie ist Teil der Stadtgemeinde Reykjavíkurborg, gehört jedoch zu keinem der zehn Stadtbezirke Reykjavíks, sondern zum Græni Trefillinn (Grüngürtel, Hinterland von Reykjavík).

## Geographie
Viðey umfasst eine Fläche von  1,7 km² und ist besonders in den Sommermonaten als Wandergebiet reizvoll. Die Insel besteht aus Vesturey im Südosten und dem kleineren Inselteil Heimaey im Nordwesten. Die beiden Inselteile sind durch die flache und 130 Meter breite Landenge Eiðið miteinander verbunden. Es handelt sich damit um eine Doppelinsel.

## Geschichte
Entstanden aus einem Vulkan und bis vor etwa 9000 Jahren auf Grund der Eiszeit unter Wasser gelegen, ist die heute mit Vegetation in Form von Gras bzw. Sumpfpflanzen bewachsene Insel eine wichtige Brutstätte für verschiedene Vogelarten.
Besiedelt wurde das Eiland erstmals im 10. Jahrhundert n. Chr. Von 1225 bis 1539 war Viðey der Sitz eines Klosters der Augustiner, wahrscheinlich auf eine Initiative des Snorri Sturluson gegründet. 1550 wurde die Insel vom letzten katholischen Bischof Jón Arason zurückerobert. Nach dessen Hinrichtung im selben Jahr wurde das Kloster endgültig aufgelöst. 1755 wurde für Skúli Magnússon das Gutshaus Viðeyarstofa, das erste Steinhaus Islands, als Amtssitz des königlichen Schatzmeisters errichtet. 1774 wurde die Inselkirche geweiht.
Seit die letzten Bewohner Viðey 1959 verließen, ist die Insel unbewohnt. 1988 wurde im Viðeyjarstofa eine Gaststätte für Besucher und Touristen eingerichtet.

## Sehenswürdigkeiten

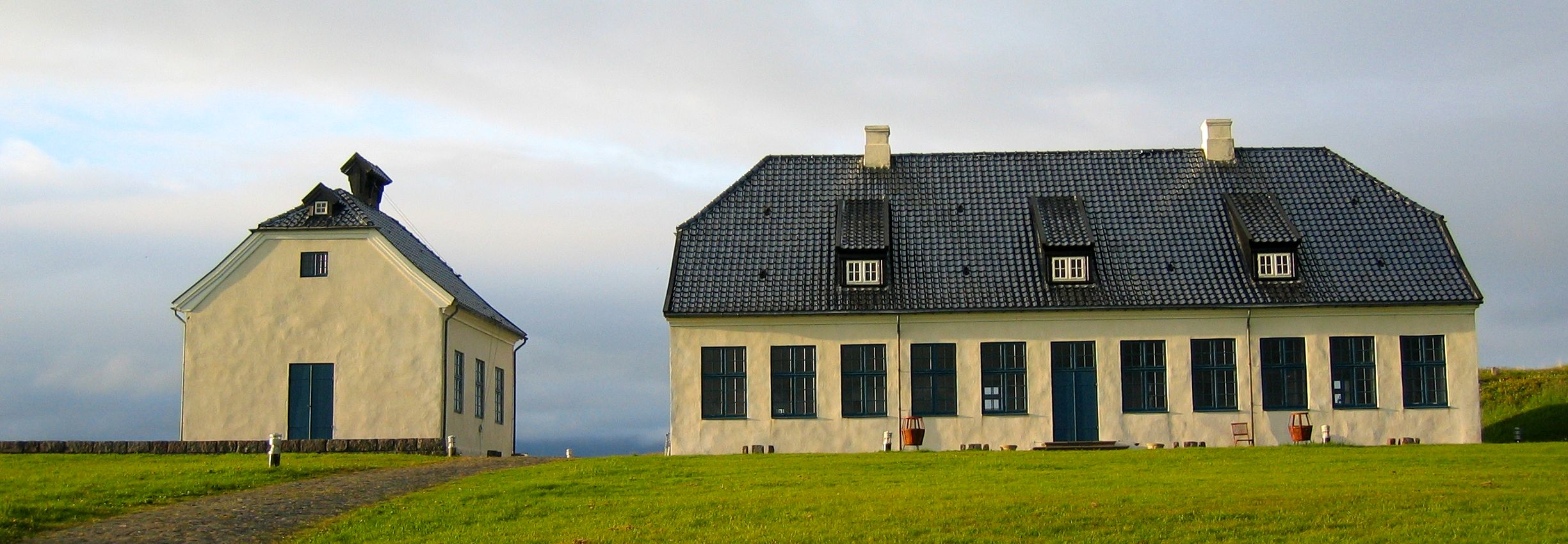
Viðeyjarkirkja und Viðeyjarstofa auf Viðey

Die 1774 geweihte Kirche ist die zweitälteste noch bestehende Kirche in Island nach der Kathedrale von Hólar. Sie verfügt über die älteste erhaltene Ausstattung aller isländischen Kirchen.
Auf Viðey befindet sich der Imagine Peace Tower, ein Lichtkunstwerk, das 2007 von Yoko Ono zum Andenken an John Lennon errichtet wurde. Jeweils zwischen dem 9. Oktober und 8. Dezember, Lennons Geburts- und Todestag, wird von einem weißen Steindenkmal aus eine Lichtsäule in den Himmel projiziert. Auf dem Denkmal ist Stell dir vor es ist Frieden in 24 Sprachen eingraviert. Damit und mit dem Namen des Kunstwerks wird auf Lennons Lied Imagine Bezug genommen. Die Elektrizität für die Lichtsäule stammt aus Wasser- und Geothermalkraftwerken. Ein weiteres Kunstwerk auf Viðey sind die 1990 entstandenen Áfangar (Meilensteine) von Richard Serra, neun Basaltsäulenpaare.
Viðey wird auch zur Vogelbeobachtung besucht. Etwa 30 Vogelarten brüten auf der Insel, darunter Eiderenten, Bekassinen und Uferschnepfen.

## Verkehr
Zur Insel besteht eine ganzjährige Fährverbindung mit der Fähre Gestur von Reykjavík aus. Die meisten Kurse verkehren ab der Anlegestelle bei Skarfabakki in Reykjavíks neuem Hafen Sundahöfn. Mit einzelnen Kursen wird auch eine Verbindung zum alten Hafen im Stadtzentrum hergestellt. Auf Viðey ist der Verkehr mit allen Fahrzeugen erlaubt, aber unpraktisch.